# Parafia św. Antoniego w Łukomiu
Parafia pw. Świętego Antoniego w Łukomiu – parafia rzymskokatolicka należąca do dekanatu sierpeckiego, diecezji płockiej, metropolii warszawskiej, z siedzibą w Łukomiu.  

## Historia
Pierwsza wzmianka o kościele w Łukomiu pochodzi z 1448 roku. W dokumencie z 1509 roku łowczy dobrzyński Dobiesław z Dyblina wspomina że jego przodkowie uposażyli ten kościół. W 1599 roku w parafii w Łukomiu był drewniany, konsekrowany kościół pod wezwaniem św. Małgorzaty, jednak w I połowie XVIII w. brak wiadomości o parafii, co pozwala przypuszczać, że kościół uległ wówczas zniszczeniu. 
Wizytacja generalna kościoła z 1776 roku potwierdza, ze kościół ten został  „spustoszony” przez Szwedów. W 1761 roku kolatorka Maria Łucja Dessieur generałowa Kampenhausenowa ufundowała nowy drewniany kościół pw. św. Katarzyny. Pod koniec XVIII w. przyłączono do parafii kilka wsi z parafii sierpeckiej. 
Patronem parafii jest św. Antoni, a zaś patronką kościoła jest św. Katarzyna. 

## Proboszczowie
- ks. Józef Rościszewski (proboszcz sierpecki, komendarz w Łukomiu w 1776 roku)[4]
- ks. Jan Gwalbert Majewski[4]
- ks. Smoleński Wojciech Lambert (III 1782 – 1834)[4]
- ks. Szadkowski Jan ( vel. Szatkowski)  (komendarz od 1836–1842)[4]
- ks. Zawadzki Stefan (1845–1848)[4]
- ks. Lekszycki Felicjan  (komendarz 1849–1852)[4]
- ks. Skonieczkowski Marian (komendarz 1852–1853)[4]
- ks. Okwieciński Józef (komendarz 1854–1861,1863–1864)[4]
- ks. Zgliński Wincenty (1864–16.XII.1866)[4]
- ks. Małkiewicz Józef (administrator XI 1867–XI 1886)[4]
- ks. Wdowiński Antoni Ludwik (administrator  III 1887–VII 1897)[4]
- ks. Skarżyński Bolesław (administrator VII 1897–IV 1903)[4]
- ks. Chaciński Marian (XI 1903–II 1921)[4]
- ks. Żbikowski Władysław (1921–1929)[4]
- ks. Kazimierz Michniewicz (V 1930–III 1940)[4]
- ks. Stefan Jastrzębski (wikariusz od VI.1939–III 1940, administrator parafii III 1940–V 1940, proboszcz VI 1945–30 IX 1968)[4]
- ks. Kazimierz Rukat (X 1968–II 1973)[4]
- ks. Włodzimierz Kucharczyk (III 1973–IX 1981)[4]
- ks. Józef Budziak (IX 1981–VI 1986)[4]
- ks. Wiesław Goszczycki (1986–2004)[5]
- ks. Krzysztof Zakrzewski (?–2019)[5][6]

- ks. mgr Mariusz Stasiak (2019– )[4]

## Kościół parafialny
Kościół pw. św. Katarzyny w Łukomiu

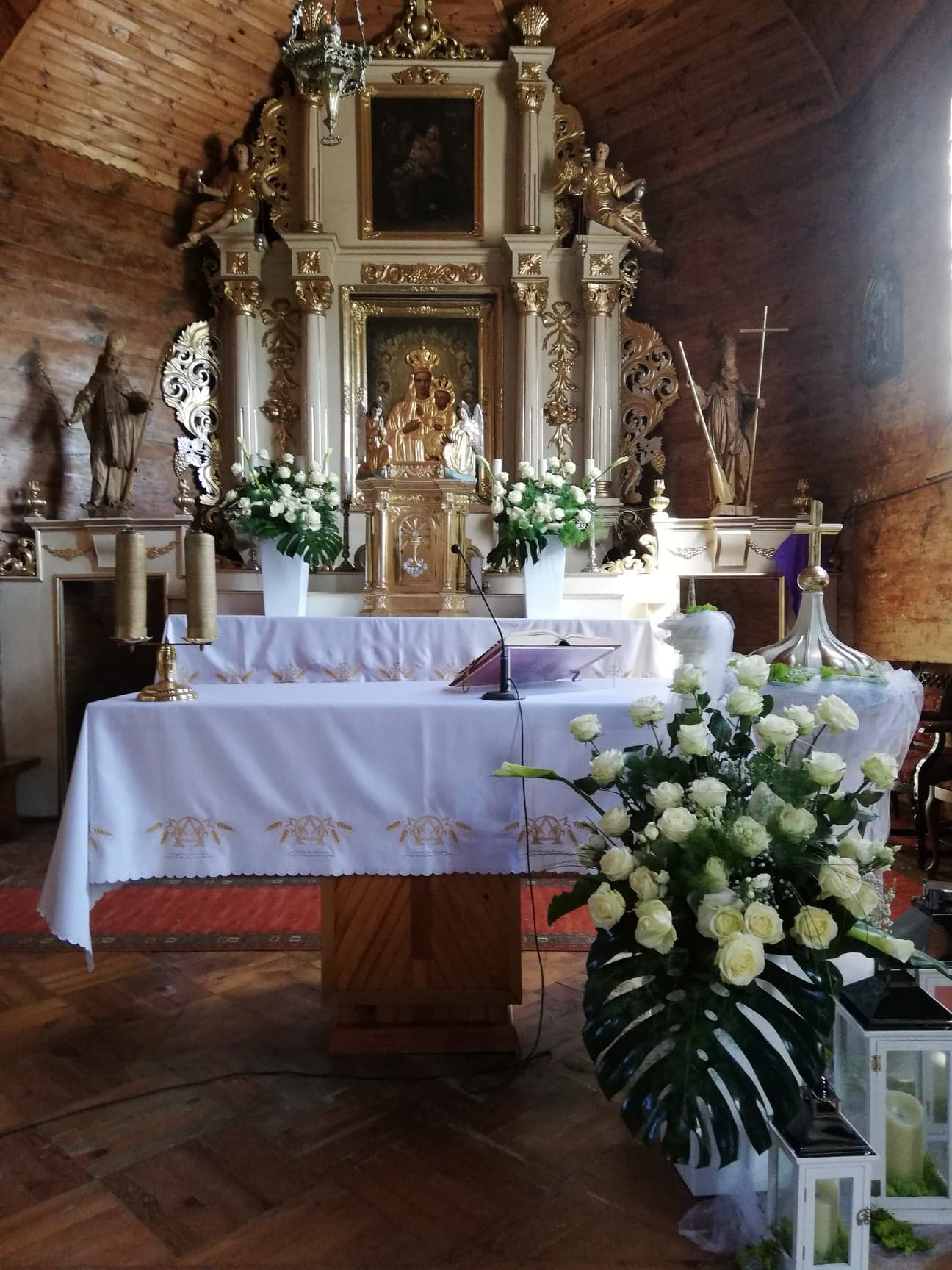
Ołtarz główny Kościoła św. Katarzyny w Łukomiu
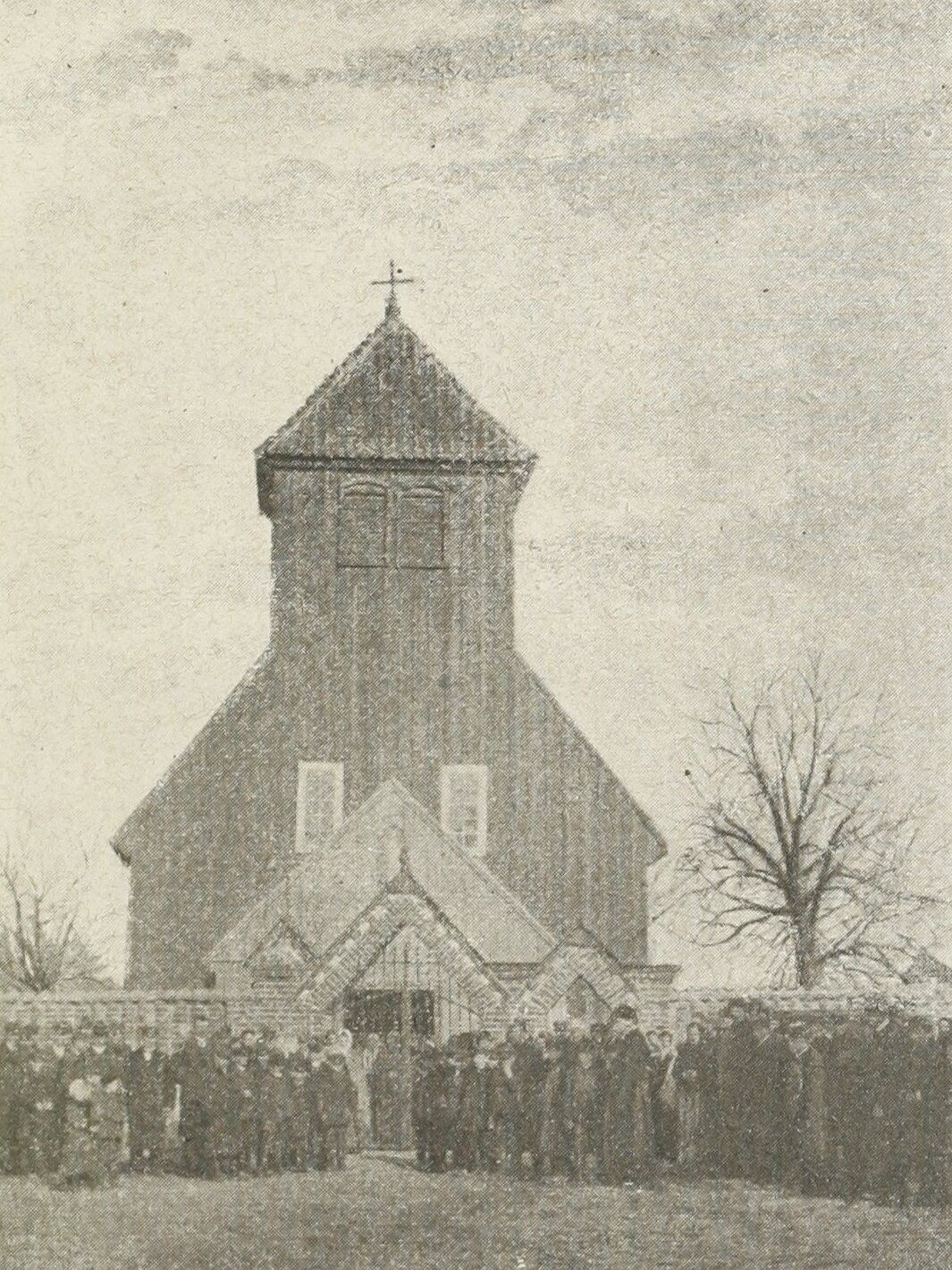
Widok kościoła przed 1909